# Matija Duh
Matija Duh (ur. 3 kwietnia 1989 w Novo mesto, zm. 3 lutego 2013 w Bahía Blanca) – słoweński żużlowiec.

## Życiorys
Matija Duh dwukrotnie pełnił rolę rezerwowego żużlowca w zawodach cyklu Grand Prix na żużlu (w obu przypadkach w Grand Prix Chorwacji) – w 2010, gdy wystąpił w jednym biegu i został ostatecznie sklasyfikowany na 17. pozycji oraz rok później, gdy nie wystąpił w żadnym biegu. Dzięki startowi w 2010 roku został sklasyfikowany ex aequo na 32. pozycji w klasyfikacji generalnej indywidualnych mistrzostw świata.
Matija Duh był reprezentantem swojego kraju. W barwach słoweńskiej kadry wystąpił m.in. w trzech meczach międzypaństwowych z Chorwacją w 2009 roku, trzech meczach międzypaństwowych rozegranych w ramach Mistrzostw Czterech Narodów w 2010 roku (wówczas noszących nazwę Mistrzostw Trzech Narodów), drużynowych mistrzostwach świata juniorów w 2010 roku, dwóch meczach międzypaństwowych w ramach Mistrzostw Trzech Narodów w 2011 roku (w rozgrywkach tych wystąpił także 4 razy w barwach Słowacji i raz w kadrze Chorwacji) oraz w Drużynowym Pucharze Świata 2011.
Matija Duh dwukrotnie zdobywał medale młodzieżowych indywidualnych mistrzostw Słowenii, Chorwacji i Węgier – w 2009 roku srebrny, a rok później brązowy. Jednocześnie w ramach tych samych zawodów zdobył także medale młodzieżowych mistrzostw Słowenii – w 2009 roku złoty, a rok później srebrny. W 2007 roku zdobył także tytuł mistrza Słowenii juniorów.
Matija Duh w swojej karierze reprezentował trzy kluby występujące w II lidze polskiej – KSM Krosno (2008 rok), Orzeł Łódź (2009) oraz Ostrovia Ostrów Wielkopolski (2010). W roku 2012 podpisał także tzw. „kontrakt warszawski” z GTŻ-em Grudziądz, a w styczniu 2013 taką samą umowę z KSM-em Krosno, jednak w obu tych drużynach nie wystąpił w żadnym spotkaniu ligowym. Poza tym na Słowacji reprezentował barwy klubu Speedway Club Žarnovica, a w Słowenii klubu AMD Krško.
30 stycznia 2013 roku w Bahía Blanca w jednej z rund indywidualnych mistrzostw Argentyny na żużlu doznał poważnego wypadku, w którym uczestniczył także Guglielmo Franchetti. Matija Duh został wówczas odwieziony do miejscowego szpitala, gdzie stwierdzono liczne urazy wewnętrzne, a jego stan określono jako krytyczny. 2 lutego 2013 roku część z portali internetowych podała informację, jakoby lekarze mieli stwierdzić zgon Duha tego samego dnia. Wiadomość tę kilka godzin później zdementowali Franchetti i inny słoweński żużlowiec, Aleksander Čonda. Dzień później o godzinie 6 czasu miejscowego lekarze stwierdzili oficjalnie zgon Duha.